# 598895 Artjuhs
598895 Artjuhs este o planetă minoră (asteroid) din centura de asteroizi. A fost descoperită pe 16 aprilie 2009 la Baldone⁠(d) de . 
Obiectul prezintă o orbită caracterizată de o semiaxă mare de 2,8741987214455 UAi, o excentricitate de 0,083442278637562, o înclinație de 9,5240209276227 ° în raport cu ecliptica.